# Historia de Luxemburgo
La historia de Luxemburgo está inherentemente entrelazada con la historia de los países circundantes, sus gentes, y dinastías gobernantes. A lo largo de los años, el territorio de Luxemburgo ha sido erosionado, mientras su propiedad ha cambiado repetidamente, y su independencia política ha crecido gradualmente.
Aunque la historia Luxemburguesa documentada se remonta a los tiempos de los romanos, la historia de Luxemburgo se considera que comienza propiamente en el año 963. Los cinco siglos siguientes contemplaron la aparición de la poderosa Casa de Luxemburgo, la extinción de la cual pudo poner fin a la independencia Luxemburguesa. Después de un pequeño período de gobierno por parte del Ducado de Borgoña, Luxemburgo pasó a manos de los Habsburgo en 1477. Desde 1556, formó parte de los Países Bajos españoles, siendo su soberano el rey de España.
Después de la guerra de los Ochenta Años, Luxemburgo formó parte de los Países Bajos del Sur. En 1713, tras el tratado de Utrecht, fue cedido por España a la línea austriaca de la dinastía Habsburgo. Después de la ocupación por parte de la Francia Revolucionaria, en 1815 el Tratado de París transformó Luxemburgo en un Gran Ducado en unión personal con los Países Bajos. El tratado también dividió Luxemburgo, que ya había sido dividido en 1659 y volvería a dividirse también en 1839. Aunque estos tratados redujeron gran parte del territorio de Luxemburgo, al mismo tiempo incrementaron su independencia, lo que se confirmó después de la Crisis de Luxemburgo en 1867.
En las siguientes décadas, Luxemburgo cayó más dentro de la esfera de influencia de Alemania, en concreto, después de la creación de una casa de gobierno separada en 1890. Luxemburgo fue ocupada por Alemania desde 1914 hasta 1918. Tras el fin de la Segunda Guerra Mundial en Europa, Luxemburgo se ha convertido en uno de los países más ricos, impulsado por un gran crecimiento en el sector de los servicios financieros, la estabilidad política, y la integración Europea.

## Prehistoria
En el territorio ahora cubierto por el Gran Ducado de Luxemburgo, hay evidencia de habitantes primitivos desde el Paleolítico o Antigua Edad de Piedra. Los objetos más viejos de este período son huesos adornados encontrados en Oetrange.
Sin embargo, la primera evidencia real de civilización es a partir del Neolítico o el siglo V a. C. cuando las casas comenzaron a aparecer. Se han encontrado restos en el sur de Luxemburgo en Grevenmacher, Diekirch, Aspelt y Weiler-la-Tour. Las viviendas fueron hechas con una combinación de troncos para la estructura básica, paredes de cestería revestidas de fango, y los tejados de cañas o de paja. Se ha encontrado cerámica de este período cerca de Remerschen.
Mientras que no hay mucha evidencia de comunidades en Luxemburgo a comienzos de la Edad del Bronce, un número de sitios fechados entre el siglo XIII a. C. y el VIII a. C. proporcionan evidencias de viviendas y revelan objetos tales como cerámica, cuchillos y joyería. Estos incluyen Nospelt, Dalheim, Mompach y Remerschen.

## Edad Antigua

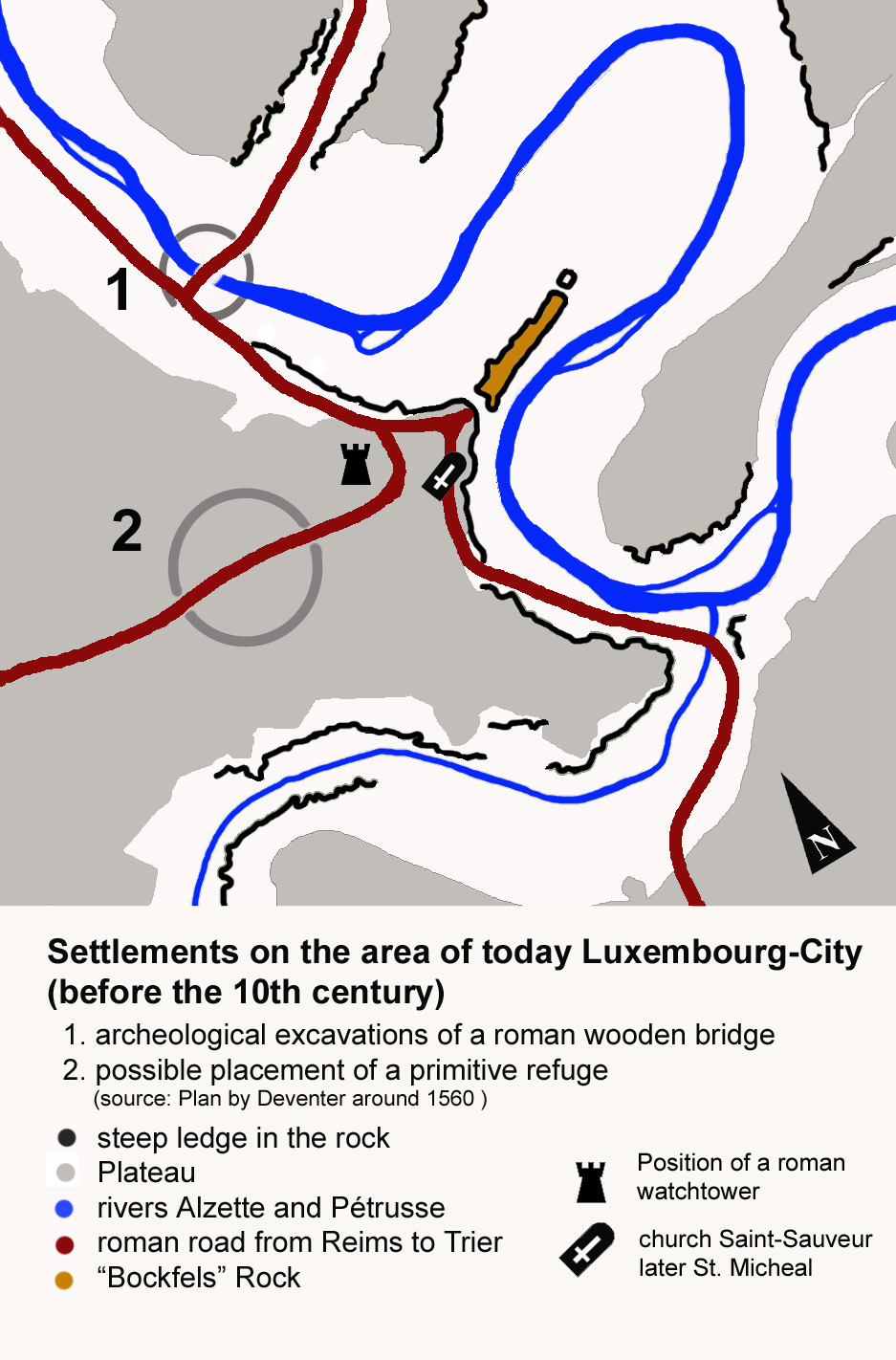
Asentamientos iniciales en el área de la Ciudad de Luxemburgo actual antes del, con la iglesia Saint-Saveur, actualmente llamada St.Micheal, construida en 987.

El Luxemburgo céltico existió durante el período aproximado del año 600 a. C. hasta el 100 d. C., cuando los celtas habitaban lo que ahora es el territorio del Gran Ducado de Luxemburgo. Los celtas habitaron grandes áreas de Europa desde el Danubio hasta el Rin y el Ródano durante este tiempo. Fue alrededor del año 100 d. C. que los Tréveros, una de las tribus célticas, alcanzó un período de prosperidad. Construyeron cierto número de establecimientos fortificados o oppidum cerca del valle de Mosela en lo que ahora es el sur de Luxemburgo, la Alemania occidental y el este de Francia.
La civilización céltica alcanzó su apogeo en el siglo I a. C., antes de la conquista romana en el 54 a. C. La mayoría de las evidencias de ese período se han descubierto en las tumbas, muchas encontradas cerca de Titelberg, un sitio de 50 ha que revela mucho sobre las viviendas y la artesanía del período.
La primera referencia conocida sobre el territorio del Luxemburgo moderno fue realizada por Julio César en su ‘‘Comentarios sobre la Guerra de las Galias ‘‘.
La tribu céltica en lo que ahora es Luxemburgo durante y después del período de La Tène fue conocida como los Trévires. Con mucho, los Trévires fueron más que cooperativos con los Romanos, que terminaron su ocupación en el 53 a. C.  bajo el mandato de Julio César, que la mayoría de las tribus celtas. Dos rebeliones en el siglo I a. C. no dañaron permanentemente sus relaciones cordiales con Roma, y los Trévires se adaptaron fácilmente a la civilización romana.

## Edad Media
La historia, propiamente dicha, de Luxemburgo comienza con la construcción del Castillo de Luxemburgo en la Edad Media. Fue Sigfrido I, conde de las Ardenas, el que cambió algunas de sus ancestrales tierras a los monjes de la Abadía de San Maximino en Tréveris en el año 963 a cambio de un antiguo fuerte, supuestamente  romano, con el nombre de Lucilinburhuc. Historiadores modernos explican la etimología de la palabra con Letze, significando fortificación que puede hacer referencia tanto a los restos de una atalaya romana como a un refugio primitivo de comienzos de la Edad Media.
Alrededor de este fuerte se desarrolló gradualmente una ciudad, que se convirtió en el centro de un pequeño, pero importante estado, de gran valor estratégico para Francia, Alemania y los Países Bajos. La fortaleza de Luxemburgo, localizada en un afloramiento rocoso conocido como el Bock, fue constantemente ampliada y reforzada a lo largo de los años por sus sucesivos dueños, entre otros los Borbones, los Habsburgo y los Hohenzollern, que hicieron de ella una de las fortalezas más resistentes del continente Europeo. Sus formidables defensas y situación estratégica provocaron que fuese conocida como el ‘Gibraltar del Norte’.
Desde la Alta Edad Media hasta el Renacimiento, Luxemburgo tuvo múltiples nombres, dependiendo del autor. Estos incluyen Lucilinburhuc, Lutzburg, Lützelburg, Luccelemburc, Lichtburg, entre otros.

### A la cabeza del Sacro Imperio Romano Germánico
La  dinastía Luxemburguesa proporcionó varios emperadores del Sacro Imperio Romano Germánico, Reyes de Bohemia y  arzobispos de Tréveris y Maguncia. Luxemburgo se mantiene como un feudo independiente durante el Sacro Imperio hasta 1354 cuando es consagrado por Carlos IV de Luxemburgo como ducado. En aquel momento la familia luxemburguesa tenía la Corona de Bohemia, pero el ducado fue poseído generalmente como herencia de una rama separada de la familia.
En 1437 la familia imperial luxemburguesa se extinguió en la línea masculina.

### Los duques de Borgoña y los Habsburgo

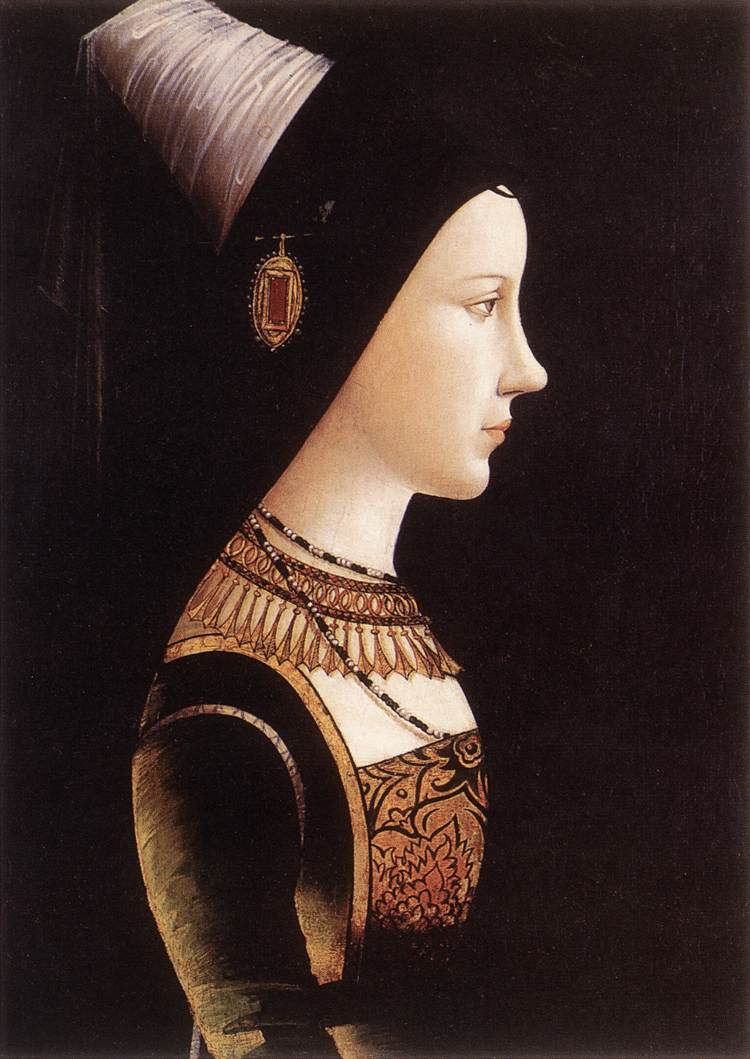
María de Borgoña, hija de Carlos el Temerario.

El ducado y el castillo fueron heredados por la princesa Bohemia Isabel de Görlitz, Duquesa de Luxemburgo, una joven nieta del emperador Carlos IV, que sin embargo no tuvo hijos, y en 1440 firmó un tratado con su poderoso vecino Felipe III, Duque de Borgoña, por el que Felipe administraría el ducado y lo heredaría después de la muerte de la Duquesa, que ocurrió en 1451. Felipe, sin embargo, aceleró las cosas expulsando a Isabel en 1443.
Los herederos de la principal dinastía luxemburguesa no estaban contentos con el acuerdo que habían hecho los Borgoñeses, e intentaron varias veces arrebatar su posesión a Borgoña: el príncipe de Habsburgo, Ladislao el Póstumo, el rey de Bohemia y Hungría tuvo el título en la década de 1450, y después de su muerte, su cuñado Guillermo de Turingia lo mantuvo (o por lo menos lo reclamó) de 1457 a 1469. En 1467, Isabel, reina consorte de Polonia, la última hermana viva de Ladislao, renunció a su derecho en favor de Borgoña por un tratado y algunas concesiones, ya que su posesión era casi imposible de mantener contra las acciones Borgoñesas.
Después de ser capturado por Felipe de Borgoña en 1443 y en última instancia, de 1467 a 1469, el ducado pasó a ser una de las Diecisiete Provincias de los Países Bajos. Con el matrimonio de María de Borgoña en 1477 todas las provincias de los Países Bajos, incluyendo Luxemburgo, pasaron a estar bajo el mandato de los Habsburgo en la persona de su marido Maximiliano, y de su posterior hijo Felipe el Hermoso.

## Edad Moderna

### Una provincia de los Países Bajos

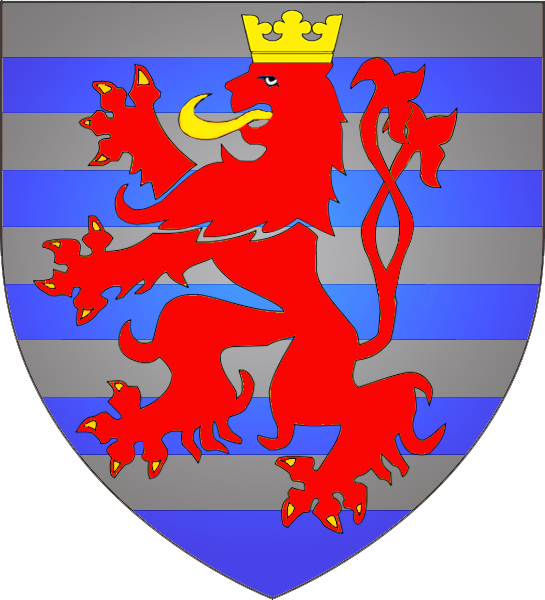
Escudo de armas de los Condes, Duques y Grandes Duques de Luxemburgo.

En estos siglos los electores de Brandeburgo, posteriormente reyes de Prusia, avanzaron su demanda sobre el patrimonio de Luxemburgo, siendo herederos generales Guillermo de Turingia y su esposa Ana de Bohemia, los disputados duques de Luxemburgo de la década de 1460 - Ana era la hija mayor del último heredero de Luxemburgo. De 1609 en adelante, tenían una base territorial en las inmediaciones, el Ducado de Cléveris, el punto de partida de la futura Renania prusiana. Esta demanda de los Brandeburgo finalmente produjo algunos resultados cuando varios distritos de Luxemburgo fueron unidos a Prusia en 1813. 
El primer Hohenzollern en demandar su descendencia de Ana y de su hermana más joven, Isabel, fue Juan Jorge de Brandeburgo (1525-98), al haber sido su abuela materna Bárbara de Polonia. A finales del siglo XVIII, la línea más joven de la Casa de Orange-Nassau (los príncipes que llevaron a cabo el sacudimiento de la oligarquía holandesa vecina) también se convirtieron en parientes de los Brandeburgo.
En 1598, el entonces poseedor, Felipe II de España, legó Luxemburgo y los otros Países Bajos a su hija la Infanta Isabel Clara Eugenia y su marido Alberto VII, Archiduque de Austria, Alberto que es heredero y descendiente de Isabel de Austria, reina de Polonia, la nieta más joven de Segismundo de Luxemburgo, el emperador del Sacro Imperio Romano. Así, Luxemburgo volvió a los herederos de la vieja dinastía de Luxemburgo - por lo menos a los de la línea de Isabel. Los Países Bajos eran una entidad política separada durante el reinado del matrimonio. Después de la muerte sin hijos de Alberto en 1621, Luxemburgo pasó a su sobrino-nieto y el heredero Felipe IV de España, que, a través de su abuela paterna Ana de Austria, la reina de España, hermana de Alberto, era el heredero primogénito de la reina ya mencionada, Isabel de Polonia.
Luxemburgo fue invadido por Luis XIV de Francia (marido de María Teresa, hija de Felipe IV) en 1684, acción que causó la alarma entre los países vecinos de Francia y dio lugar a la formación de la Liga de Augsburgo en 1686. En el sobrevenir de la guerra, Francia fue obligada a devolver el ducado, que fue devuelto a España por el Tratado de Ryswick en 1697. Durante este período de gobierno francés, las defensas de la fortaleza fueron consolidadas por el famoso ingeniero de asedios Vauban. El bisnieto del rey Francés Luis (1710-74) era, a partir de 1712, el primer heredero general de Alberto VII quién era además descendiente de Ana de Bohemia y de Guillermo de Thuringia, teniendo esa sangre a través de la tatarabuela danesa de su madre (él, sin embargo, no era el heredero general de esa línea, solo era el heredero general de la otra). Luis era el primer demandante real de Luxemburgo descendiente de ambas hermanas, las hijas de Isabel II de Bohemia, las últimas emperatrices de Luxemburgo.
El gobierno de los Habsburgo estaba confirmado en 1715, y Luxemburgo fue integrado en los Países Bajos Austriacos. El emperador José y su sucesor el emperador Carlos VI eran, además de su descendencia de reyes españoles quienes eran herederos de Alberto VII, descendientes de Ana de Bohemia y Guillermo Thuringia, teniendo esa sangre a través de su madre (aunque no eran herederos generales de ninguna línea). Carlos era el primer gobernante de Luxemburgo descendiente de ambas hermanas, hijas de Isabel II de Bohemia, la última emperatriz de Luxemburgo.
Los gobernantes austriacos estuvieron más o menos dispuestos a intercambiar Luxemburgo y otros territorios en los Países Bajos. Su propósito era pulir y agrandar su centro de poder, que en términos geográficos se centraba alrededor de Viena. Así, surgieron candidatos bávaros para asumir el control del Ducado de Luxemburgo, pero este plan no tuvo demasiada continuidad. Sin embargo, el Emperador José II, creó un pacto preliminar para hacer a un vecino de Luxemburgo, Carlos Teodoro, Elector Palatinado, como duque de Luxemburgo y rey en los Países Bajos, a cambio de sus posesiones en Baviera y Franconia. Sin embargo, este proyecto fue suspendido. Carlos Teodoro, que se habría convertido en el duque de Luxemburgo, fue genealógicamente un descendiente menor de Ana y de Isabel, pero no era heredero principal de ninguna.

### Edad Contemporánea

Ubicación del departamento Forêts.

Durante la Guerra de la Primera Coalición, Luxemburgo fue conquistado y anexado por la Francia revolucionaria, formando parte del departamento de Forêts en 1795. La anexión fue formalizada en Campo Formio en 1797. En 1798 campesinos luxemburgueses se rebelaron contra los franceses pero la rebelión fue sofocada rápidamente. Esta corta rebelión es llamada la Guerra de los campesinos.

### La creación del Gran Ducado en el Congreso de Viena (1815)

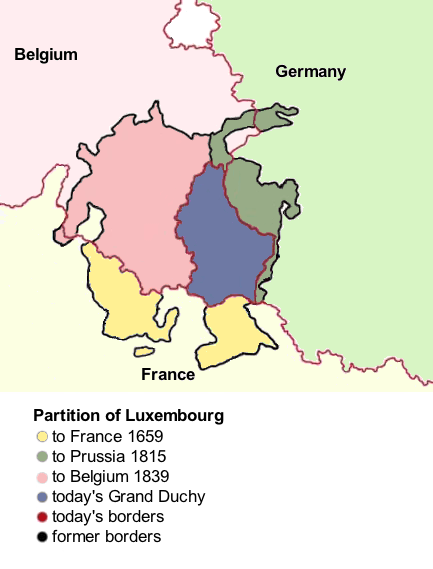
Las tres divisiones de Luxemburgo.

Luxemburgo seguía más o menos bajo el mandato francés hasta la derrota de Napoleón en 1815, cuando el Congreso de Viena dio autonomía formal a Luxemburgo. Los prusianos ya habían dirigido en 1813 las tierras obtenidas de Luxemburgo, para consolidar la posesión prusiana del Ducado de Julich. Los borbones de Francia llevaron a cabo una fuerte demanda por Luxemburgo, el Emperador de Austria por otra parte había controlado el ducado hasta que las fuerzas revolucionarias lo habían unido a la República Francesa (él, según se informa, no era entusiasta sobre la recuperación de Luxemburgo y los Países Bajos, estando más interesado en los Balcanes). El rey de Prusia llevó a cabo la demanda de la heredera mayor, Ana. Un pretendiente adicional emergió, Guillermo VI, Príncipe de Orange, quien en ese momento gobernaba los Países Bajos, y cuya madre y esposa eran descendientes de la familia real prusiana y así también descendientes de las dos hijas de la última heredera de Luxemburgo. Prusia y Orange-Nassau hicieron el siguiente reparto e intercambio: Prusia recibió las tierras ancestrales de Nassau en Alemania central (Dillenburg, Dietz, Siegen, Hadamar, Beilstein), y el Príncipe de Orange a cambio recibió Luxemburgo.
Luxemburgo, algo disminuido de tamaño (pues las tierras medievales habían sido reducidas levemente por los herederos franceses y prusianos), fue aumentado de otra manera con la elevación al estado de Gran ducado y colocado bajo el gobierno de Guillermo I de los Países Bajos. Ésta era la primera vez que el ducado tenía un monarca que no tenía ninguna demanda a la herencia del patrimonio medieval (como los linajes a través de su madre y esposa que tenían un mejor derecho de demanda, el mismo rey prusiano). Sin embargo, el valor militar de Luxemburgo para Prusia evitó que formase parte del reino holandés. Tras la derrota de Napoleón, la fortaleza —asiento ancestral de los luxemburgueses medievales— fue tomada por las fuerzas prusianas y convertida en fortaleza confederada, después de que Luxemburgo se convirtiera en miembro de la Confederación Alemana con Prusia responsable de su defensa.
En julio de 1819 un contemporáneo de Gran Bretaña visitó Luxemburgo: su diario ofrece algunas pinceladas sobre la situación del país. Norwich duff escribe que "Luxemburgo está considerado una de las fortificaciones más resistentes de Europa, y... así aparece. Se sitúa en Holanda (entonces y ahora usada por las personas de habla inglesa como la taquigrafía para los Países Bajos) pero por tratado está guardado por prusianos y 5000 de sus tropas lo ocupan a cargo de Príncipe de Hesse. El gobierno civil está a cargo de los holandeses y los impuestos son recogidos por ellos. La ciudad no es muy grande pero las calles son más amplias que [en] las ciudades francesas y limpias y las casas son buenas... ..[yo] conseguí el más barato de los  baños calientes aquí en la casa principal que he tenido en mi vida: un franco."
Mucha de la población luxemburguesa se unió a la Revolución Belga contra el dominio de Holanda. A excepción de la fortaleza y de su vecindad inmediata Luxemburgo era considerado una provincia del nuevo estado belga desde 1830 hasta 1839.

### Consolidación de la autonomía (1839-1890)

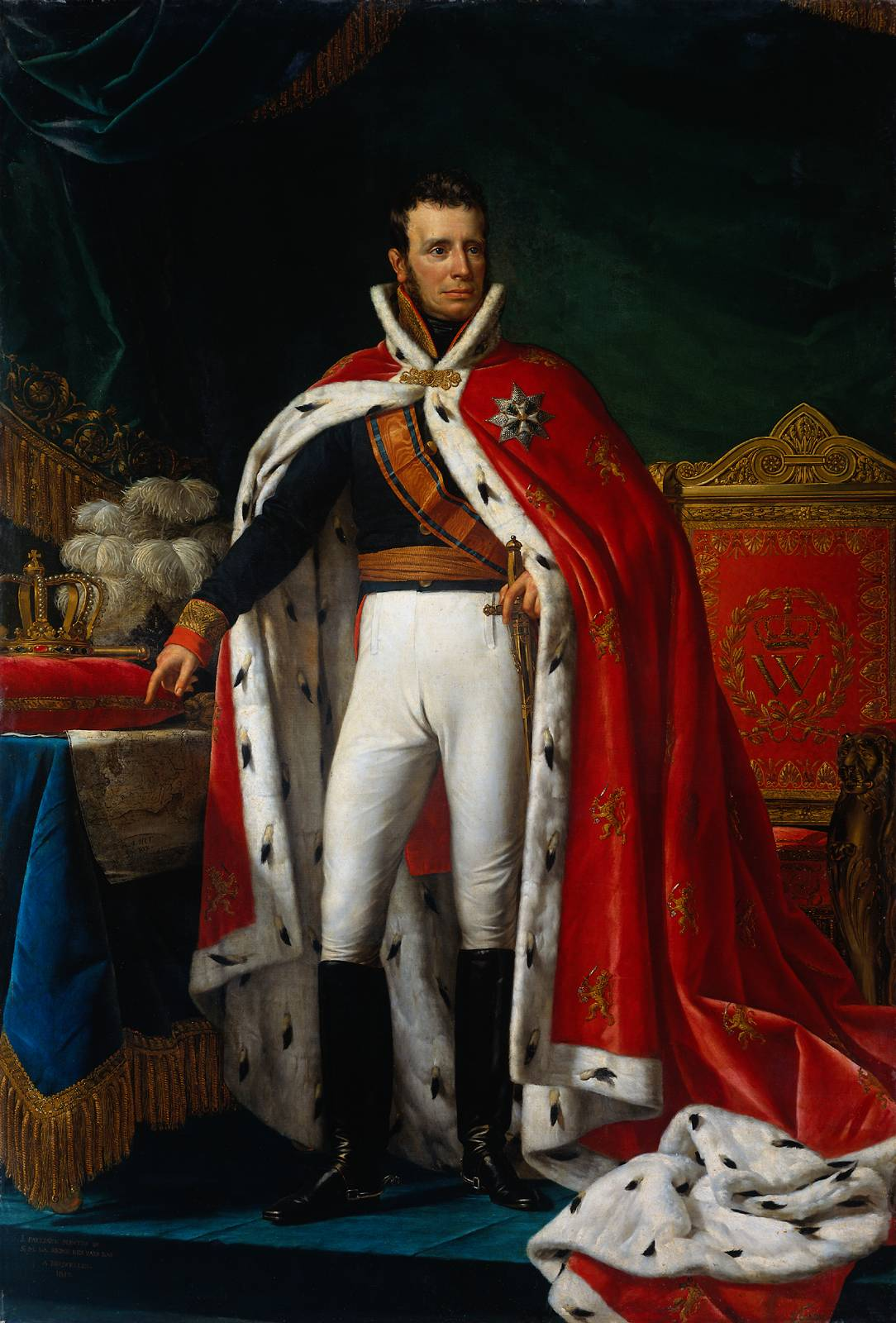
Guillermo I de los Países Bajos.

Por el  Tratado de Londres en 1839 el estado del Gran ducado fue confirmado como soberano y en unión personal al rey de los Países Bajos. Sucesivamente, la parte del ducado de lengua predominante francesa fue cedida a Bélgica como provincia de Luxemburgo. Esta pérdida dejó el Gran Ducado de Luxemburgo como un estado predominantemente de lengua alemana, aunque la influencia cultural francesa seguía siendo fuerte. La pérdida de mercados belgas también causó dolorosos problemas económicos para el estado. Reconociendo esto, el Gran duque lo integró en el Zollverein alemán en 1842. Sin embargo, Luxemburgo siguió siendo un país agrario subdesarrollado durante la mayor parte del siglo. Como resultado de esto, cerca de uno de cada cinco de los habitantes emigraron a los Estados Unidos entre 1841 y 1891. 
No fue hasta 1867 que la independencia de ese Luxemburgo fue ratificada formalmente, después de un período turbulento que incluso incluyó un pequeño momento de malestar civil contra los planes de anexar Luxemburgo a Bélgica, Alemania o Francia. La crisis de 1867 casi da lugar a una guerra entre Francia y Prusia sobre el estado de Luxemburgo. El problema fue resuelto por el segundo  Tratado de Londres que garantizó la independencia perpetua y neutralidad del estado. Las paredes de la fortaleza fueron derribadas y la guarnición prusiana fue retirada.
Los visitantes famosos a Luxemburgo en el siglo XVIII y el siglo XIX incluyeron al poeta alemán Goethe, a los escritores franceses Émile Zola y Victor Hugo, al compositor Franz Liszt, y a pintor inglés Joseph Mallord William Turner.

### Separación y Guerras Mundiales (1890-1945)

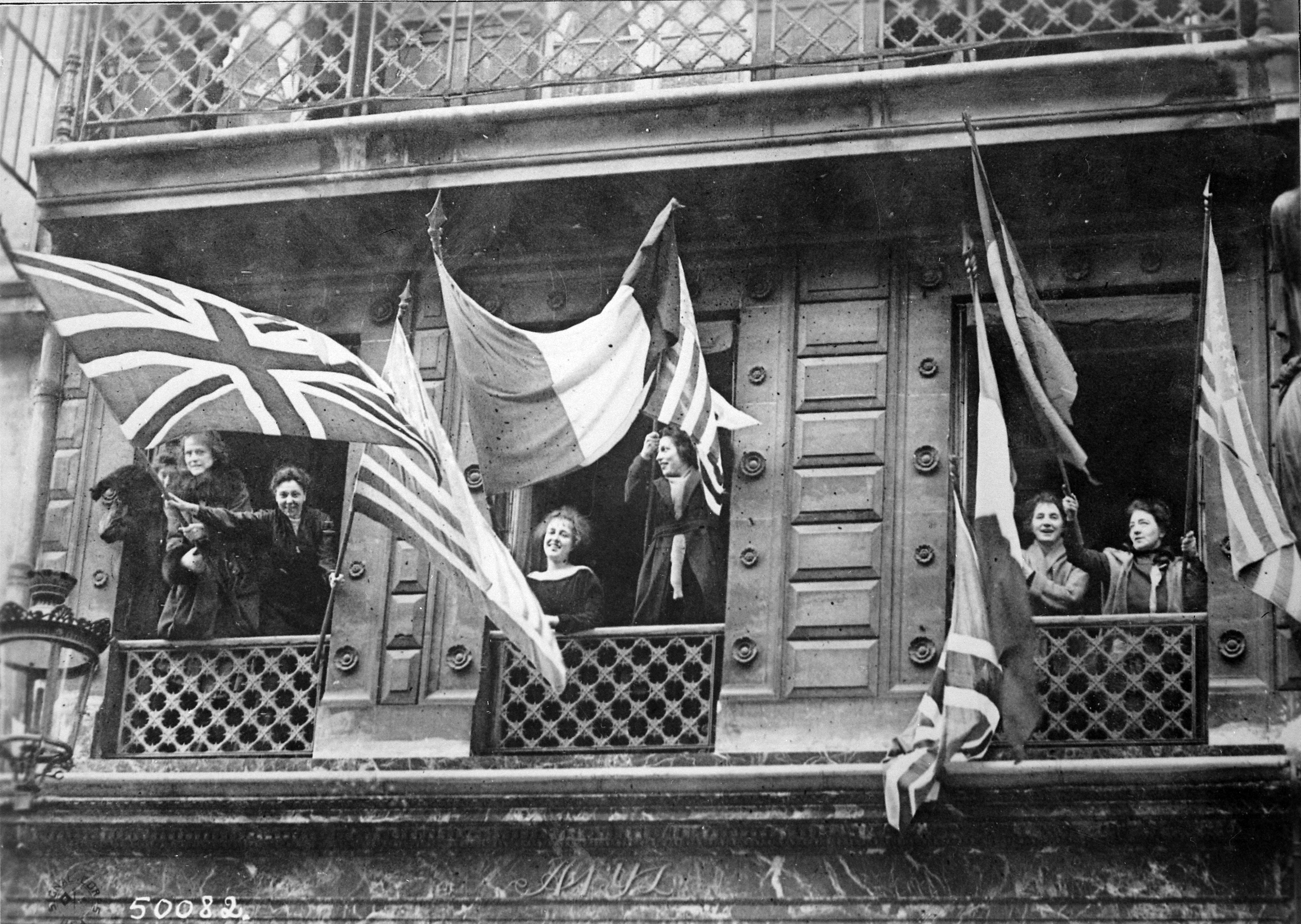
Celebración después del armisticio del 11 de noviembre de 1918.

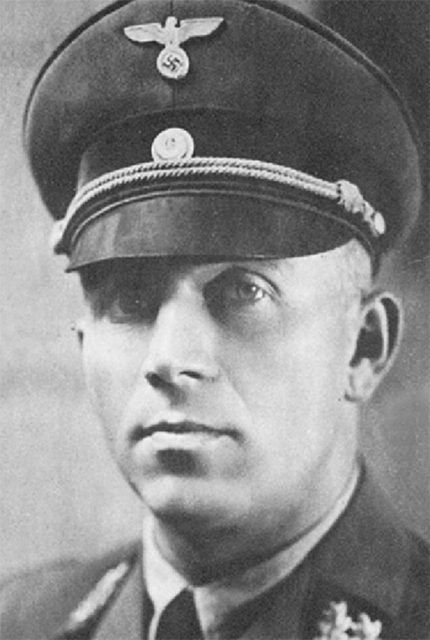
Gustav Simon.

Luxemburgo seguía siendo una posesión de los reyes de los Países Bajos hasta la muerte de Guillermo III en 1890, cuando el Gran ducado pasó a la Casa de Nassau-Weilburg debido a un pacto de la herencia de Nassau de 1783.
Durante la Primera Guerra Mundial, Luxemburgo fue ocupada por Alemania, aunque el gobierno y la Gran Duquesa María Adelaida tuvieron permiso para permanecer en su cargo durante la ocupación (hasta 1918), recibiendo acusaciones de colaboracionismo por parte de Francia. Fue liberada por tropas estadounidenses y francesas. Dos divisiones americanas fijaron su base en el estado en los años que siguieron a la guerra. En Versalles la demanda belga de Luxemburgo fue rechazada y su independencia fue reafirmada. 
En los años 30 la situación interna se deterioró, la política luxemburguesa fue influenciada por la política de izquierda y de derecha europeas. El gobierno intentó contrarrestar los disturbios conducidos por los comunistas en las áreas industriales y continuó con políticas amistosas hacia la Alemania nazi, lo que produjo muchas críticas. Los intentos de sofocar los disturbios llegaron a su punto más álgido con el Maulkuerfgesetz, la ley del "bozal", que era un intento de proscribir el Partido Comunista de Luxemburgo. La ley fue  rechazada en 1937 en referéndum.
Durante la Segunda Guerra Mundial el gobierno y la monarquía luxemburguesa fueron enviados al exilio por la invasión alemana del 10 de mayo de 1940, aunque las tropas alemanas realmente ocuparon la ciudad durante la noche del 10 de mayo. Durante la guerra, la Gran Duquesa Carlota transmitió mensajes, a través de la BBC, para dar esperanza a la gente de Luxemburgo.
El estado fue puesto bajo ocupación militar hasta agosto de 1942, cuando fue anexado formalmente por el Tercer Reich como parte del Gau Moselland. Los luxemburgueses fueron declarados ciudadanos alemanes y 13 000 fueron reclutados para el servicio militar. Sobre 2848 luxemburgueses murieron finalmente luchando en el ejército alemán. Las medidas para acallar la oposición luxemburguesa a esta anexión fueron seguidas de resistencia pasiva al principio, como el Spéngelskrich (lit. "Guerra de los Alfileres"), y rechazando hablar alemán. Mientras que el francés fue prohibido, muchos luxemburgueses recurrieron a la reutilización de las viejas palabras luxemburguesas, que condujeron a un renacimiento de la lengua.
Otras medidas incluyeron la deportación, los trabajos forzados, el reclutamiento forzoso y, más drásticos, el internamiento y la deportación a los campos de concentración y la ejecución. La última medida fue aplicada después de la huelga general del 1 de septiembre al 3 de septiembre de 1942, la cual paralizó la administración, la agricultura, la industria y la educación como respuesta a la declaración de reclutamiento forzoso por la administración alemana el 30 de agosto de 1942.
Fue suprimida violentamente: 21 huelguistas fueron ejecutados y varios cientos más fueron deportados a campos de concentración. El administrador civil de Luxemburgo en aquel momento, el Gauleiter Gustav Simon, había declarado necesario el reclutamiento para apoyar el esfuerzo alemán en la guerra. Al final, fue una de las dos únicas huelgas masivas en contra de la maquinaria de guerra alemana en la Europa occidental.
Las fuerzas estadounidenses liberaron de nuevo a la mayoría del país en septiembre de 1944, aunque fueron momentáneamente obligados a retirarse durante la batalla de las Ardenas, que llevó a las tropas alemanas a recuperar la mayoría de la parte norte de Luxemburgo durante algunas semanas. Los alemanes fueron expulsados finalmente en enero de 1945. En total, de una población de 293 000 habitantes antes de la guerra, 5259 luxemburgueses perdieron sus vidas durante las hostilidades.

### Desde 1945
Tras el fin de la Segunda Guerra Mundial en Europa Luxemburgo abandonó su política de neutralidad, cuando se convirtió en miembro fundador de la OTAN en 1949 y formó parte de las Naciones Unidas. Es uno de los firmantes del Tratado de Roma, y constituyó una unión monetaria y económica con Bélgica y los Países Bajos, el denominado Benelux en 1948.
El actual soberano es el Gran Duque Henri. El padre de Henri, el Gran Duque Jean, sucedió a su madre, la Gran Duquesa Carlota, el 12 de noviembre de 1964. Designaron al hijo mayor del Gran Duque Jean, el príncipe Henri, "Lieutenant Représentant" (Gran Duque Heredero) el 4 de marzo de 1998.
El 24 de diciembre de 1999, el primer ministro Juncker anunció, el 7 de octubre del 2000, la decisión del Gran Duque Jean de abdicar al trono en favor del príncipe Henri, que asumió el título y los deberes constitucionales del Gran Duque.

#### Unión Europea

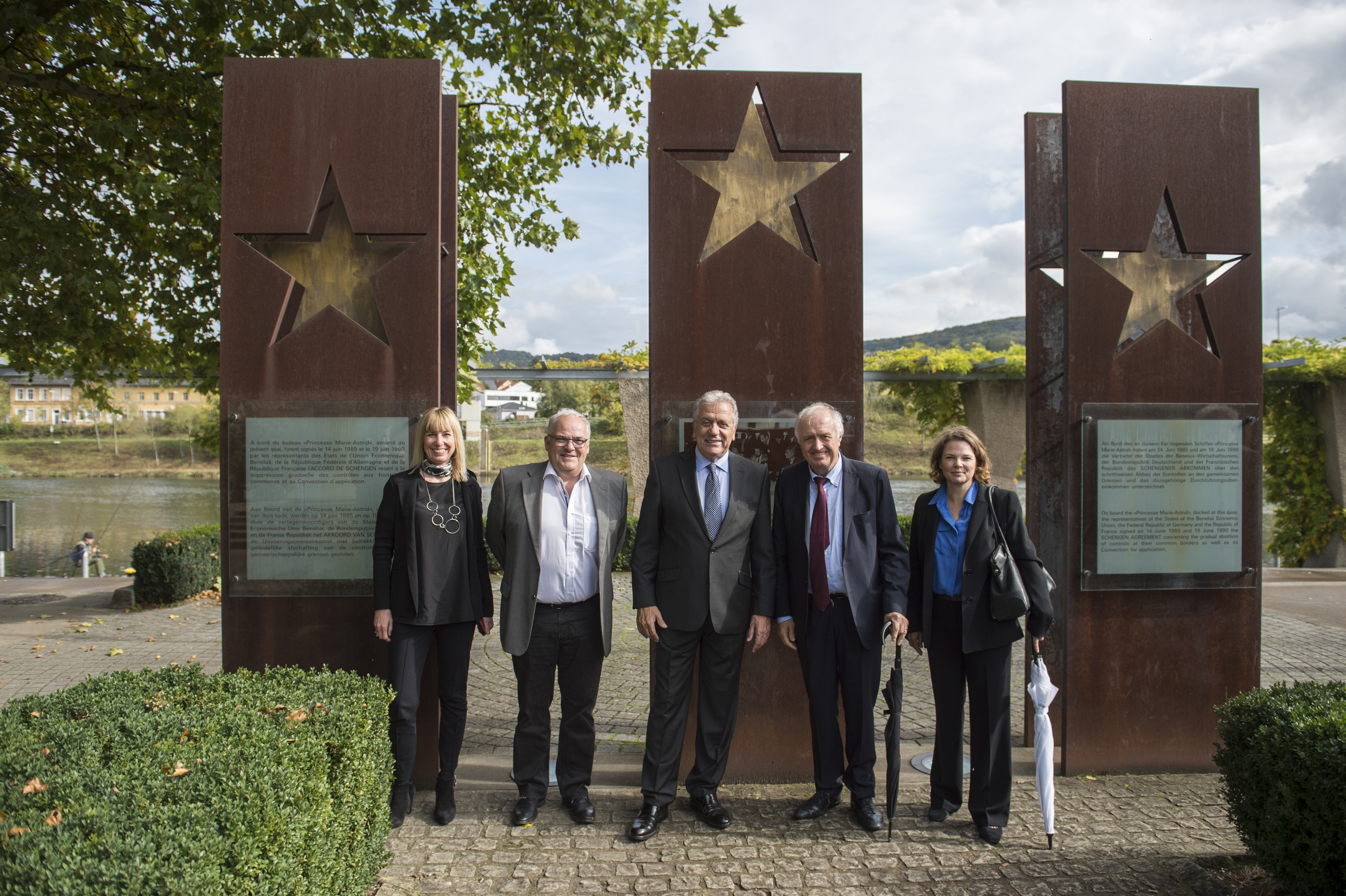
Dimitris Avramópulos el monumento al acuerdo de Schengen.

Luxemburgo ha sido uno de los más fuertes defensores de la integración europea. En 1951, Robert Schuman, el político francés originario de Luxemburgo, impulsa la Comunidad Europea del Carbón y del Acero (CECA). Esta comunidad suele ser considerada como la "semilla" de la actual Unión Europea. En 1957, Luxemburgo se convirtió en uno de los seis países fundadores de la Comunidad Económica Europea (más adelante Unión Europea) y en 1999 se unió al área monetaria del Euro.
En 1995 Luxemburgo proporcionó el presidente de la Comisión Europea, el primer ministro anterior Jacques Santer, quién tuvo que dimitir más adelante debido a acusaciones de corrupción contra otros miembros de la Comisión. En septiembre de 2004, el luxemburgués Jean-Claude Juncker se convirtió en el presidente semipermanente del grupo de Ministros de Hacienda de los 12 países que comparten el euro, un papel apodado "Sr. Euro".
El 10 de julio de 2005, después de amenazas de dimisión por parte del primer ministro Juncker, el Tratado por el que se establece una Constitución para Europa fue aprobado por el 56,52 % de los votantes.